# Bad Tölz (stacja kolejowa)
Bad Tölz – stacja kolejowa w Bad Tölz, w kraju związkowym Bawaria, w Niemczech na linii Bayerische Oberlandbahn. Znajdują się tu 2 perony.